# Kidult
I kidult o gli adultescent (in italiano, adultescenti), sono degli adulti, di entrambi i sessi, che in uno o più ambiti della propria vita si comportano come ragazzi adolescenti. I kidult sono famosi nel mondo anche per la loro situazione psicologica, detta "Sindrome di Peter Pan".

## Caratteristiche
I kidult si comportano come adolescenti, e ciò include anche i gusti musicali, cinematografici, televisivi, e anche il modo di vestire. Infatti di solito i kidult indossano vestiti molto vistosi che rievocano il tempo dell'adolescenza.

## Etimologia
Il termine "kidult" è nato negli anni '80 negli Stati Uniti d'America, ed è la fusione tra le due parole inglesi "kid" (ragazzo, bambino) e "adult" (adulto).